# Бои за Наусу
Бои за Наусу (греч. Μάχη της Νάουσας) — одно из сражений Гражданской войны в Греции, проходившее с 11 по 14 января 1949 года, в результате которого силы Демократической армии Греции (ДАГ) захватили город Науса, защищавший силами греческих правительственных войск. 

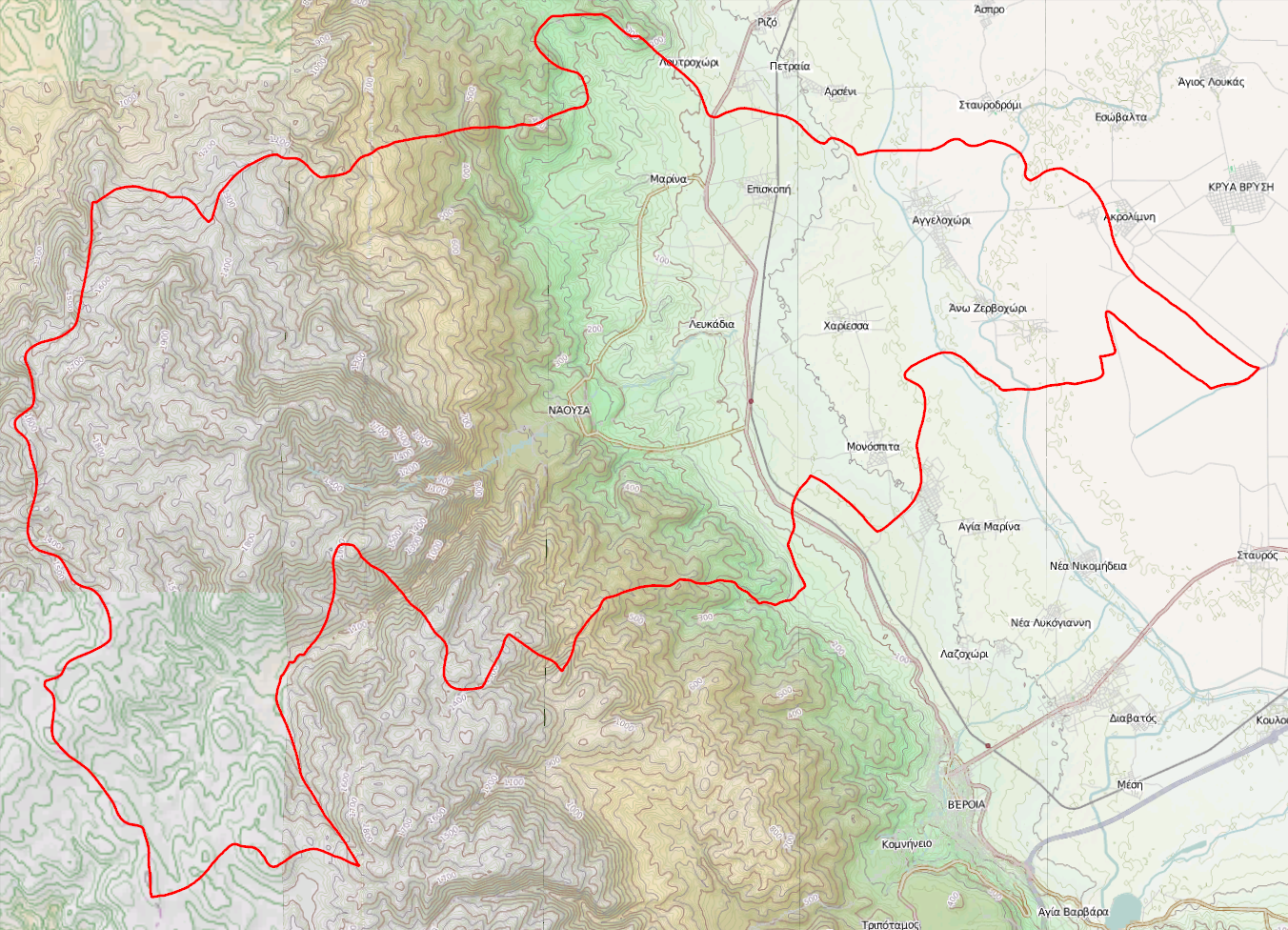
Район Наусы

22-23 декабря 1948 года в Наусу (греческий регион Центральная Македония) вошла и успешно отошла 18-я бригада ДАГ под командованием П. Вайнаса (Пандо Воинов). В этот же день 18-я и 103-я бригады ДАГ предприняли неудачную попытку захватить Эдесу, а 28-29 декабря также была предпринята неудачная попытка захватить Аридею. 8 января 1949 года американский генерал Джеймс ван Флит и командующий 3-м армейским корпусом генерал-лейтенант Теодорос Григоропулос посетили Наусу, чтобы поднять боевой дух правительственных войск.
С 8 по 11 января 10-я дивизия ДАГ под командованием генерала Никоса Теохаропулоса и политического комиссара Никоса Белояниса общей численностью 2438 бойцов окружила Наусу. Одна бригада блокировала город с запада, другая — с юга. Один отряд подошел к северу от города. Другие подразделения ДАГ перекрыли перевалы со стороны Верии и Скидры, чтобы остановить возможное прибытие подкреплений правительственной армии.
10 января и в следующую ночь, 11 января, когда Науса подверглась нападению, подразделения ДАГ имитировали атаку на Эдесу, произведя 400 выстрелов по городу из трёх пушек.
Атака на город началась 11 января в 11:15, когда батальону 18-й бригады ДАГ удалось прорваться через заграждения из колючей проволоки возле холма Святого Илии, открыв путь в город. 103-я бригада взяла под свой контроль холм Иоанна Предтечи, главную стратегическую позицию правительственной армии. Позиции на севере были взяты без сопротивления. Бойцы ДАГ проникли в город и не позволили отправить защитникам на внешнем периметре обороны подкрепления и боеприпасы. 
В 4:30 утра 12 января Святой Илия пал. Город подвергся бомбардировке правительственной авиации, совершившей 50 атак. Правительственные подразделения не смогли эффективно использовать свою бронетехнику, и утром 12 января защитники оказались блокированы в зданиях ж/д станции, средней школы, больницы, фабрики и полиции. В полдень пала хорошо укрепленная больница, и во второй половине дня сопротивление оказывала только фабрика, где находился штаб 33-й бригады. 13 января, в 17:00, высшие офицеры правительственной армии, в том числе командир 33-й бригады, бежали из Наусы. В 19:30 фабрика была подожжена и город окончательно захвачен.
Правительственные части, пытавшиеся продвинуться на выручку окружённому гарнизону с юга, от Верии, и с севера, от Скидры, были остановлены у Даламари, на юге, и Красты, на севере. Перевалы оставались перекрытыми до тех пор, пока в 18:00 14 января ДАГ не отошла из Наусы. 
В ночь с 12 на 13 января и в следующую ночь с 13 на 14 января партизанами были совершены вводящие в заблуждение нападения на Аграс и Мухаррем-Хан. 
Правительственные силы потеряли 500 убитыми, 700 ранеными и 300 пленными. Было сбито 2 самолета. ДАГ также захватила 4 орудия, 7 танков, 21 бронетранспортер, 210 грузовиков и 5 джипов, 27 мотоциклов и много стрелкового оружия и боеприпасов. Партизаны потеряли 58 убитыми, 174 ранеными, 40 пропавшими без вести и дезертирами. 400 горожан были мобилизованы в ДАГ. 